# Дайсвиль-бай-Мюнхенбухзе
Дайсвиль-бай-Мюнхенбухзе (нем. Deisswil bei Münchenbuchsee) — коммуна в Швейцарии, в кантоне Берн.
Входит в состав округа Фраубруннен. Население составляет 88 человек (на 31 декабря 2006 года). Официальный код — 0535.

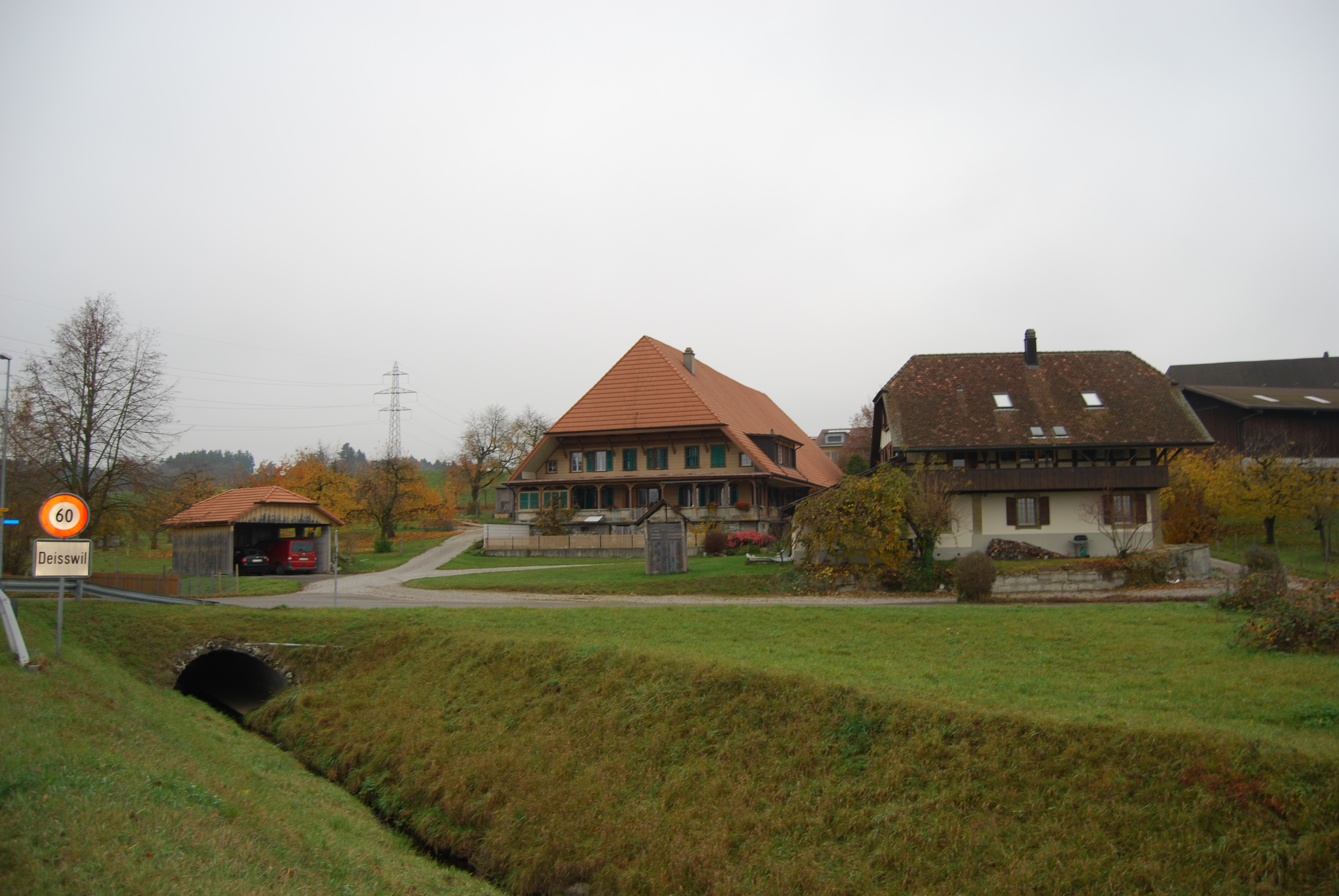
Дайсвиль-Мюнхенбуксе